# Z kopyta kulig rwie
Z kopyta kulig rwie (znany też jako po prostu „Kulig”) - utwór z repertuaru zespołu Skaldowie, skomponowany przez Andrzeja Zielińskiego do tekstu Andrzeja Bianusza. Jest jednym z najpopularniejszych utworów zespołu. Po raz pierwszy piosenka została nagrana do telewizyjnego filmu „Kulig” (luty 1968), a rok później Skaldowie zarejestrowali ją na swój trzeci album, zatytułowany „Cała jesteś w skowronkach”. W nagraniu Skaldom towarzyszył żeński zespół wokalny Alibabki. Piosenka znajduje się w repertuarze koncertowym zespołu do dziś.
W grudniu 2014 roku piosenka zanotowała debiut na oficjalnym notowaniu najczęściej emitowanych piosenek w stacjach radiowych w Polsce. W tym samym roku utwór ten w wykonaniu Rafała Brzozowskiego wraz z przedstawicielami Stowarzyszenia Siemacha pojawił się na albumie świątecznym Siemacha po kolędzie, a dochód z jego sprzedaży przeznaczono na budowę domu dziecka w Odporyszowie.
W 1999 roku piosenkę Skaldów wykonał zespół Quligowscy, w którym brali udział: Kasia Stankiewicz, Kayah, Magdalena Piwowarczyk, Janusz Panasewicz, Andrzej Krzywy, Andrzej Piaseczny. Natomiast zespół Brathanki nagrał swoją wersję piosenki w 2011 roku.

## Muzycy biorący udział w nagraniu
- Andrzej Zieliński - śpiew;
- Jacek Zieliński - śpiew;
- Konrad Ratyński - gitara basowa;
- Jerzy Tarsiński - gitara;
- Krzysztof Paliwoda - gitara;
- Jan Budziaszek - perkusja;
- Alibabki - chórki;

## Pozycje na listach przebojów
| Lista przebojów (2014) | Najwyższa pozycja |
| ---------------------- | ----------------- |
| Polska (Top airplay)   | 15                |